# Lavendellingvistik
Lavendellingvistik, eller HBTQ-lingvistik, är en gren inom sociolingvistiken, vilken fokuserar på HBTQ-gemenskapens språkbruk. Därutöver kan man forska i hur heteronormativt språket är.
Den första konferensen (Lavender Language Conference) om lavendellingvistiken hölls 1993. Sedan 1940-talet hade man då studerat lavendellingvistik från olika andra vetenskapliga perspektiv: bland annat antropologi, kvinnoforskning och filologi. Termen lavendellingvistik uppstod 1951 då Gershon Legman använde den i sin studie av homosexuell vokabulär. På 1940-talet användes "lavender" som synonym för homosexuell man i engelskspråkiga områden. Termen ansågs dessutom vara mer neutral och inkluderande.
En viktig forskare på området är professor emeritus William Leap som bland annat har studerat isiNgqumo i Sydafrika. Han har från början också fungerat som koordinator för den årliga Lavender Language Conference.

## Några forskningsämnen

### Accent
Speciellt i Nordamerika förknippas homosexualitet med ett speciellt uttal. På engelska heter det oftast "gay lisp" som realiseras genom bl.a. att uttala dem tonlösa klusiler /p, t, k/ skarpt. Ytterligare har forskarna observerat att det finns kodväxling bland dem som använder den så kallade lisp: accent byts beroende på gemenskapen både medvetet och inte. Enligt historikern Richard Barrios har dessa särdrag givits till olika antagonister i dem gamla Disney-filmer: bl.a. Prins John i Robin Hood och Scar i Lejonkungen..

### Slang
På grund av stigmatiseringen och förföljandet har de homosexuella varit tvungna att dölja sin sexuella läggning och därför har det uppstått olika slang och kryptolekter var syfte är att förvirra dem som hör inte till HBTQ-gemenskapen och skapa samhörighet mellan dem som hör till den. Exemplen på sådana är bl.a. isiNgqumo och gayle i Sydafrika samt polari på dem brittiska öarna.